# Герб Азова
Герб Азова — официальный символ города Азов Ростовской области Российской Федерации.
Исторический герб Азова был создан в начале XVIII века товарищем герольдмейстера Герольдмейстерской конторы Ф. М. Санти. Официально использовался до ноября 1917 года. 25 мая 2006 года Решением №105 Азовской городской Думы исторический герб Азова был восстановлен в качестве официального символа города и внесён в Государственный геральдический регистр Российской Федерации под регистрационным номером 2424.

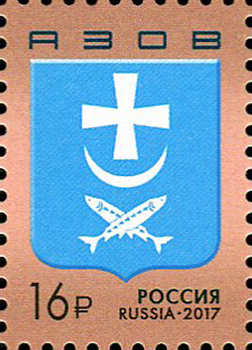
Почтовая марка, 2017 год

## Описание и обоснование символики
Геральдическое описание (блазон) гласит:
В лазоревом поле повышенные четырехконечный равноконечный крест с расширяющимися концами и под ним опрокинутый полумесяц, сопровожденные внизу двумя рыбами-осетрами накрест; все фигуры серебряные
Крест и полумесяц символизируют борьбу с Турцией. Два перекрещенных осетра говорят о богатстве края рыбными ресурсами. Синий цвет символизирует Дон.

## История

### Герб Азовского полка

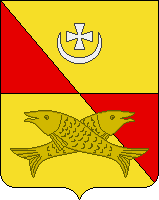
Реконструкция эмблемы Азовского полка с цветами его знамени 1712 года

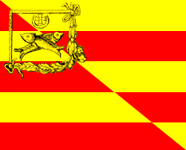
Реконструкция эмблемы на знамени Азовского полка 1712 года

Первый вариант герба Азова появился в 1712 году, когда по указу Петра I были утверждены и изготовлены знамёна Азовского драгунского полка: одно белое с вензелем Петра Великого в окружении венка, остальные: 
изъ желтыхъ и красныхъ полосъ, съ золотымъ изображеніемъ, въ верхнемъ углу, у древка, двухъ на-крестъ-положенныхъ рыбъ и, надъ ними, полумесяца и креста
12 января 1722 года Именным Указом Императора Петра I при Сенате была образована Герольдмейстерская контора. Товарищем герольдмейстера («составителем гербов») был назначен итальянец по-происхождению, граф Ф. М. Санти. На основе сведений, присланных из разных городов России им были созданы первые городские гербы. В реестре гербов, сочинённых Ф. Санти числится и герб Азова. Санти создал герб гласным — в гербе выражалось название города: 
в золотом щите, на голубом поле две накрест положенные белые рыбы и над ними серебряный месяц и крест..
Впоследствии герб был опубликован в знамённом гербовнике в качестве знамени Азовского полка. 

### Герб 1730 года

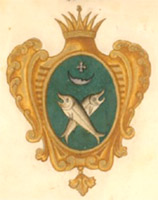
Герб на знамени Азовского полка 1730 года из знаменного гербовника

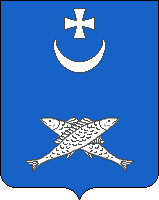
Герб города Азова (1730), Франциска Санти

По документам Герольдмейстерской конторы известно, что Санти "особливо был для сочинения гербов". Санти является автором гербов 137 российских городов. 
Герб Азова был утверждён 8 марта 1730 года указом Сената и окончательно признанный в 1914 году:
В лазоревом поле полмесяца и в нем крест серебряные, внизу две рыбы белые накрест. Щит размещен на золотом картуше и увенчан золотой же листовидной короной, украшенной цветными камнями

### Проект герба 1867 года

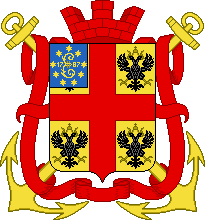
Герб города Азова образца 1867 года

Подготовлен в рамках геральдической реформы Б. Кёне. Утвержден не был. Его блазон звучал так:
Золотой щит, разделенный червленым крестом, сопровождаемый в углах 4 черными коронованными 3 коронами Российскими орлами". В вольной части герб Екатеринославской губернии. Щит увенчан червленой стенчатой короной. За щитом накрест положены два золотях якоря, соединенные Александровскою лентою

### Герб 1967 года
Герб Азова утверждён решением №488 Исполнительного Комитета Азовского городского Совета депутатов трудящихся 3 июля 1967 года. 

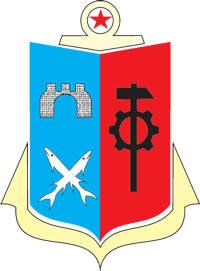
Герб города Азова образца 1967 года

Герб г.Азова представляет собой боевой русский щит, разделенный по вертикали на равные по величине поля голубого и красного цветов.
Красный фон щита - это цвет победившей социалистической революции.
Голубой цвет - цвет воды Дона, с которым связана вся история города.
На левой стороне щита, на голубом фоне, в верхней части расположена башня - символ древней крепости.
Два осетра в нижней его части - фрагмент герба XVIII века, символизируют уникальные рыбные богатства.
На правой красной половине щита расположены шестерня и молот - символ индустриального города.
Щит обрамлен бронзовым якорем, обозначающим старинный торговый порт, ставший ныне портом пяти морей.
Герб венчает красная пятиконечная звезда - эмблема советского государства. Зрительно она воспринимается, как серьга якоря
Авторы герба: Адольф Чекля и Петр Фуник.